# Линкане, Одри
Одри Линкане (фр. Audrey Linkenheld) — французский политик, член Социалистической партии, бывший депутат Национального собрания Франции.

## Биография
Одри Линкане родилась 11 октября 1973 года в Страсбурге. Начала свою политическую деятельность в рядах молодёжного движения Социалистической партии, была её национальным секретарем. В 2008 году стала вице-мэром Лилля, отвечала за вопросы жилищного строительства. На выборах в Национальное собрание 2012 года стала кандидатом социалистов по 2-му избирательному округу департамента Нор и одержала победу, получив 64,69 % голосов.
После победы Бенуа Амона на праймериз социалистов в преддверии Президентских выборов 2017 года вошла в его предвыборный штаб, отвечала за вопросы городской политики. На выборах в Национальное собрание 2017 года не смогла выйти во 2-й тур, заняв в 1-м туре 3-е место с 18,45 % голосов.

## Занимаемые выборные должности
- 17.03.2008 — 01.10.2012 — вице-мэр Лилля.
- 8.06.2012 — 20.06.2017 — депутат Национального собрания Франции от 2-го избирательного округа департамента Нор.
- С 02.10.2012 — член совета города Лилля.